# 達美多列克
達美多列克（賽德克語：dame doriq），是台灣賽德克族德克達雅群（Seediq Tgdaya）對白種人的稱呼，傳說中賽德克族因為從一個達美多列克那裡得到的新式獵槍，提升了他們打獵的成功率，但因為部落遇上旱災，被認為是災禍來源而被殺。

## 語義
「Dame」是指如貓眼珠般的顏色、「Doriq」則是眼睛或狀似眼睛的菱形紋，「Dame doriq」的意思為「藍眼珠者」，也就是對白種人的稱呼。

## 傳說
據說過去德克達雅群的部落裡來了一個（另一說為兩個）藍眼睛、白皮膚的達美多列克，他一方面傳教、一方面教族人製作農具、改造獵槍和製作子彈，讓族人的獵槍從原本的火繩槍變成扣扳機式獵槍，打獵變得更加方便，不少族人都很感謝他，然而，在達美多列克來到部落一年後，發生嚴重的旱災，部落長老認為是因為他傳的異教觸怒了祖靈，決定把他獵首。